# Sepiolinae
Sepiolinae zijn een onderfamilie van inktvissen uit de familie Sepiolidae.

## Geslachten
- Adinaefiola Bello, 2020
- Boletzkyola Bello, 2020
- Eumandya Bello, 2020
- Euprymna Steenstrup, 1887
- Inioteuthis Verrill, 1881
- Lusepiola Bello, 2020
- Rondeletiola Naef, 1921
- Sepietta Naef, 1912
- Sepiola Leach, 1817

### Synoniemen
- Fidenas Gray, 1849 => Euprymna Steenstrup, 1887
- Heterosepiola Grimpe, 1922 => Sepiola Leach, 1817